# Strâmtoarea Hudson

Poziţia strâmtorii Hudson faţă de golful Hudson

Strâmtoarea Hudson este o strâmtoare în Canada, între insula Baffin (care aparține de teritoriul Nunavut), și Canada continentală (partea nord-vestică a peninsulei Labrador, care aparține de provincia Québec), făcând legătura între Golful Hudson și Marea Labrador ce ține de Oceanul Atlantic. Ea are o lungime de cca. 700 km și o lățime, în dreptul peninsulei Ungava, între 120 și 200 km.
Conform definiției Organizației Hidrografice Internaționale, Golful Ungava este și el o parte componentă a strâmtorii, capătul estic fiind între capul Chidley și insula Resolution, iar cel vestic între capul Wolstenholme și capul King Charles.
Cele mai importante insule din strâmtoare sunt:
- Big Island
- Insula Charles
- Insula Nottingham
- Insula Salisbury
- Insula Mill

Datorită latitudinii înalte și climei arctice, zona strâmtorii Hudson este slab populată, existând doar câteva așezări locuite în principal de inuiți:
- Kimmirut, pe insula Baffin
- Cape Dorset, pe insula Baffin
- Ivujivik, pe țărmul peninsulei Ungava
- Kangiqsujuaq, pe țărmul peninsulei Ungava
- Port Burwell, la Golful Ungava

Strâmtoarea este numită după exploratorul englez Henry Hudson, care a explorat-o în 1610 și a folosit-o pentru a ajunge la Golful Hudson, în căutarea Pasajului de Nord-Vest.